# Bärbel-Maria Kurth

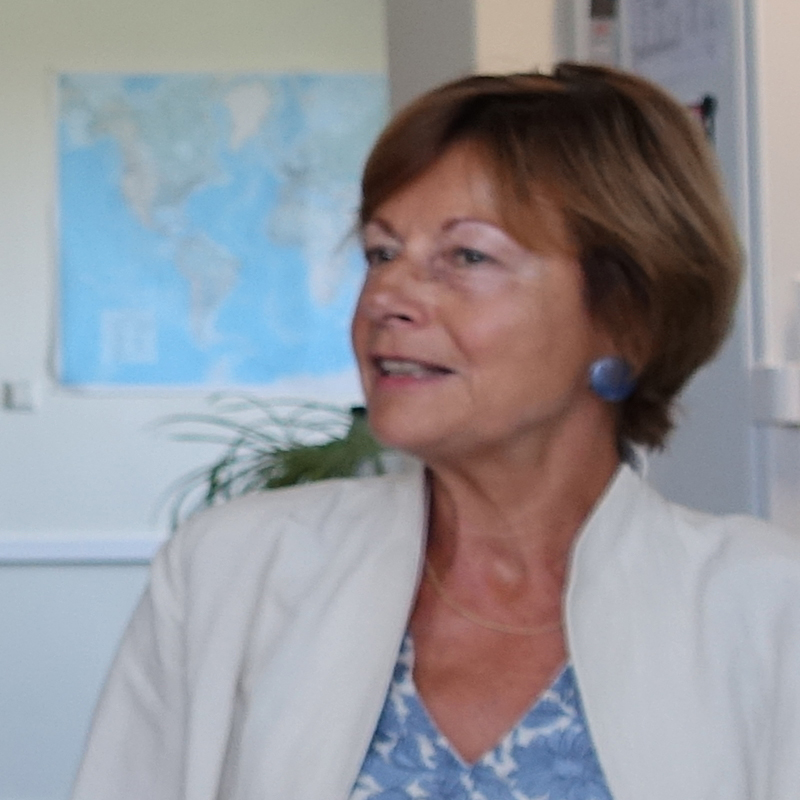
Bärbel-Maria Kurth (2018)

Bärbel-Maria Kurth (* 6. August 1954 in Freiberg, Deutschland) ist eine deutsche Mathematikerin, Statistikerin und Epidemiologin. Sie leitete von 1998 bis 2019 die Abteilung für Epidemiologie und Gesundheitsmonitoring am Robert Koch-Institut in Berlin. 1998 initiierte sie den ersten bundesweiten Gesundheitssurvey. In der Folge baute sie mit ihrer Abteilung ein kontinuierliches Gesundheitsmonitoring für Deutschland auf.

## Leben
Bärbel-Maria Kurth studierte Mathematik an der Humboldt-Universität zu Berlin (1973–1978) und wurde 1981 mit einer Arbeit auf dem Gebiet der Theoretischen Statistik promoviert. Nach zehn Jahren in der universitären Forschung und Lehre an der Humboldt-Universität und der Universität Hamburg wurde sie 1992 Fachgebietsleiterin für Umweltepidemiologie und 1994 Leiterin der Fachgruppe für Gesundheitsrisiken und Prävention am Institut für Sozialmedizin und Epidemiologie des Bundesgesundheitsamtes in Berlin.
Nach Auflösung des Bundesgesundheitsamtes war sie ab 1995 Fachgebietsleiterin des Fachgebiets für „Nichtübertragbare Krankheiten und Gesundheitsberichterstattung“ am Robert Koch-Institut. Ebenda war sie von 1998 bis 2019 Leiterin der Abteilung für Epidemiologie und Gesundheitsmonitoring. Hier trieb sie die Erforschung Public-Health-relevanter Krankheiten, entsprechend dem „WHO global action plan for the prevention and control of noncommunicable diseases 2013–2020“, voran.
Kurth leitete am Robert Koch-Institut den Aufbau eines deutschlandweiten Gesundheitsmonitorings für nicht-übertragbare Krankheiten (NCD) bei Kindern und Erwachsenen. Sie initiierte den ersten bundesweiten Survey, den Bundes-Gesundheitssurvey 1997/1998 und verfolgte fortan beharrlich ihre Vision weiter, ein kontinuierliches Gesundheitsmonitoring in Deutschland zu etablieren. Übergeordnetes Ziel des seit 2007 kontinuierlich laufenden Monitorings ist die Verbesserung der Gesundheit der Bevölkerung.
Kurths Forschungsschwerpunkte sind Kinder- und Jugendgesundheit, Übergewicht und Adipositas, Gesundheit im demografischen Wandel sowie epidemiologische und statistische Methoden. Sie hat wichtige Impulse für die Weiterentwicklung der Gesundheitsberichterstattung gegeben und hat zusammen mit Akteurinnen und Akteuren aus Wissenschaft und Praxis das Zukunftsforum Public Health gegründet. Neben ihren Publikationen ist sie seit 2010 Mitherausgeberin der Reihe „Report Versorgungsforschung“ der Bundesärztekammer (BÄK).

## Auszeichnungen
- 1978: Karl-Weierstraß-Preis der Humboldt-Universität für herausragende Mathematische Leistungen[1]
- 1981: Humboldt-Preis der Humboldt-Universität Berlin für herausragende wissenschaftliche Leistungen[1]
- 2005: Johann-Peter-Frank-Medaille des Bundesverbandes der Ärzte und Zahnärzte des Öffentlichen Gesundheitsdienstes[1]
- 2016: Salomon-Neumann-Medaille der Deutschen Gesellschaft für Sozialmedizin und Prävention (DGSMP)[6][7]

## Funktionen und Mitgliedschaften (Auswahl)
- Mitglied der Steuerungsgruppe des Aktionsprogramms Umwelt und Gesundheit des Bundesministeriums für Gesundheit (BMG) und des Bundesministeriums für Umwelt, Naturschutz und nukleare Sicherheit (BMU) (1996–2008)
- Mitglied im Ständigen Koordinierungsausschuss der Bundeszentrale für Gesundheitliche Aufklärung (BZgA) (1996–2009)
- Mitglied im Herausgeberbeirat des Bundesgesundheitsblattes (1998–2013)
- Vorsitzende und stellvertretende Vorsitzende der Deutschen Gesellschaft für Epidemiologie (DGEpi) (1999–2003)
- Mitglied im Wissenschaftlichen Beirat des Bundesverbandes der Ärzte und Zahnärzte des Öffentlichen Gesundheitsdienstes (2000–2013)
- Gründungsmitglied und Sprecherin des Interdisziplinären Epidemiologischen Forschungsverbundes Berlin (EpiBerlin) (2002–2004)
- Vertreterin Deutschlands im „Network of Competent Authorities in Health Information and Knowledge“ der Europäischen Kommission (2003–2009)
- Mitglied im Wissenschaftlichen Beirat der KORA-Studie der GSF München (2004–2009)
- Mitglied in der Steuerungsgruppe „Gesundheitsziele“ der Gesellschaft für Versicherungswissenschaft und -gestaltung (GVG) (2005–2014)
- Mitglied des Wissenschaftlichen Beirats (2005–2017) und stellvertretende Vorsitzende des Wissenschaftlichen Beirats (2010–2016) der Bundesärztekammer (BÄK)
- Mitglied im Vorstand des Wissenschaftlichen Beirats der Bundesärztekammer (BÄK) (2006–2016)
- Mitglied der Steuerungsgruppe ESC (Steering Committee) der Nationalen Kohorte (NAKO Gesundheitsstudie) (seit 2009)
- Mitglied des Wissenschaftlichen Beirats der Bundeszentrale für gesundheitliche Aufklärung (BZgA) (seit 2009)
- Mitglied im Aufsichtsrat und im Wissenschaftlichen Beirat der Gesellschaft für Biotechnologische Forschung (jetzt Helmholtzzentrum für Infektionsforschung) in Braunschweig (Berufung durch die Bundesministerin für Bildung und Forschung) (2010–2014)[1]
- Mitglied im Rat für Sozial- und Wirtschaftsdaten (RatSWD) (2011–2013)
- Mitglied des Wissenschaftlichen Beirats des Sozioökonomischen Panels (SOEP) (2011–2018)
- Gründungsmitglied des Zukunftsforum Public Health (seit 2016)[1][8]

## Publikationen (Auswahl)
- Bärbel Bellach: Parameterschätzungen in linearen stochastischen Differentialgleichungen und ihre asymptotischen Eigenschaften. Dissertation A. Humboldt-Universität, Berlin 1981.
- Bärbel Bellach: Remarks on the use of Pearson's correlation coefficient and other association measures in assessing validity and reliability of dietary assessment methods. In: European journal of clinical nutrition. Band 47, Suppl 2, 1993, S. S42–S5.
- Hans Hoffmeister, Bärbel-Maria Bellach: Die Gesundheit der Deutschen. Zusammenhänge zwischen Gesundheit und Lebensstil, Umwelt und soziodemografischen Faktoren : eine Auswertung von Surveydaten. (= RKI-Hefte. 15). Robert-Koch-Institut, Berlin 1996, ISBN 3-89606-016-3.
- Thomas Nicolai, Bärbel Bellach, Erika Mutius, W. Thefeld, H. Hoffmeister: Increased prevalence of sensitization against aeroallergens in adults in West compared to East Germany. In: Clinical and experimental allergy : Journal of the British Society for Allergy and Clinical Immunology. Band 27, 1997, S. 886–892. doi:10.1111/j.1365-2222.1997.tb01228.x.
- Bärbel Bellach, Hildtraud Knopf, W. Thefeld: Der Bundes-Gesundheitssurvey 1997/1998. In: Gesundheitswesen. Band 60, 1998, S. 59–68.
- Bärbel Bellach: Leitlinien und Empfehlungen zur Sicherung von Guter Epidemiologischer Praxis (GEP). In: Bundesgesundheitsblatt – Gesundheitsforschung – Gesundheitsschutz. Band 43, 2000, S. 468–475. doi:10.1007/s001030070056.
- B.-M. Kurth (Hrsg.): Monitoring der gesundheitlichen Versorgung in Deutschland : Konzepte, Anforderungen, Datenquellen. Deutscher Ärzte-Verlag, Köln 2008, ISBN 978-3-7691-3324-0.
- Bärbel-Maria Kurth: DEGS – Studie zur Gesundheit Erwachsener in Deutschland : Projektbeschreibung. (= Beiträge zur Gesundheitsberichterstattung des Bundes). Robert-Koch-Institut, Berlin 2009, ISBN 978-3-89606-199-7.
- Bärbel-Maria Kurth: Das RKI-Gesundheitsmonitoring – was es enthält und wie es genutzt werden kann. In: Public Health Forum: Forschung – Lehre – Praxis. Public Health Forum. Band 20, Heft 3, 2012. ISSN 0944-5587. doi:10.1016/j.phf.2012.06.001